# Семеновка (Зачепиловский район)
Семеновка (укр. Семенівка), село, 
Сомовский сельский совет, 
Зачепиловский район, 
Харьковская область.
Код КОАТУУ — 6322284004. Население по переписи 2001 года составляет 375 (185/190 м/ж) человек.

## Географическое положение
Село Семеновка находится на правом берегу реки Орель, ниже по течению на расстоянии в 3 км расположено село Зеньковщина, выше по течению в 6-и км — село Сомовка, на противоположном берегу реки проходит канал Днепр — Донбасс.

## История
- 1760 - дата основания.

## Экономика
- Молочно-товарная ферма.
- «Владимир», сельскохозяйственное ЧП.

## Объекты социальной сферы
- Школа.
- Клуб.

## Достопримечательности
- Братская могила советских воинов.